# Radivoje Ristanović
Radivoje Ristanović (en serbe : Радивоје Ристановић), né le 2 décembre 1982 à Belgrade, est un ancien joueur monténégrin de handball évoluant au poste de gardien. Il est aujourd’hui entraîneur des gardiens du Trimo Trebnje, où il a conclu sa carrière de joueur.

## Biographie
Au cours de sa carrière professionnelle, il a joué dans dix pays différents, notamment avec San Antonio, Chambéry et Zagreb. Avec Chambéry qu'il rejoint en cours de saison pour suppléer Yann Genty et Maxime Diot, il dispute une demi-finale de Coupe EHF en 2016.
Convoqué dans sa jeunesse en sélection serbe, il opte en 2015 pour le Monténégro et prend donc part l'année suivante au championnat d'Europe avec l'équipe nationale monténégrine.

## Palmarès

### En clubs
Compétitions internationales
- Demi-finaliste de la Coupe EHF en 2016

Compétitions nationales
- Vainqueur du Championnat de Yougoslavie (1) : 2002
- Vainqueur du Championnat de Serbie-et-Monténégro (1) : 2003
- Vainqueur du Championnat du Monténégro (1) : 2007
- Vainqueur du Championnat de Croatie (2) : 2019, 2021
- Vainqueur de la Coupe de Croatie (2) : 2019, 2021